# Römischer Garten

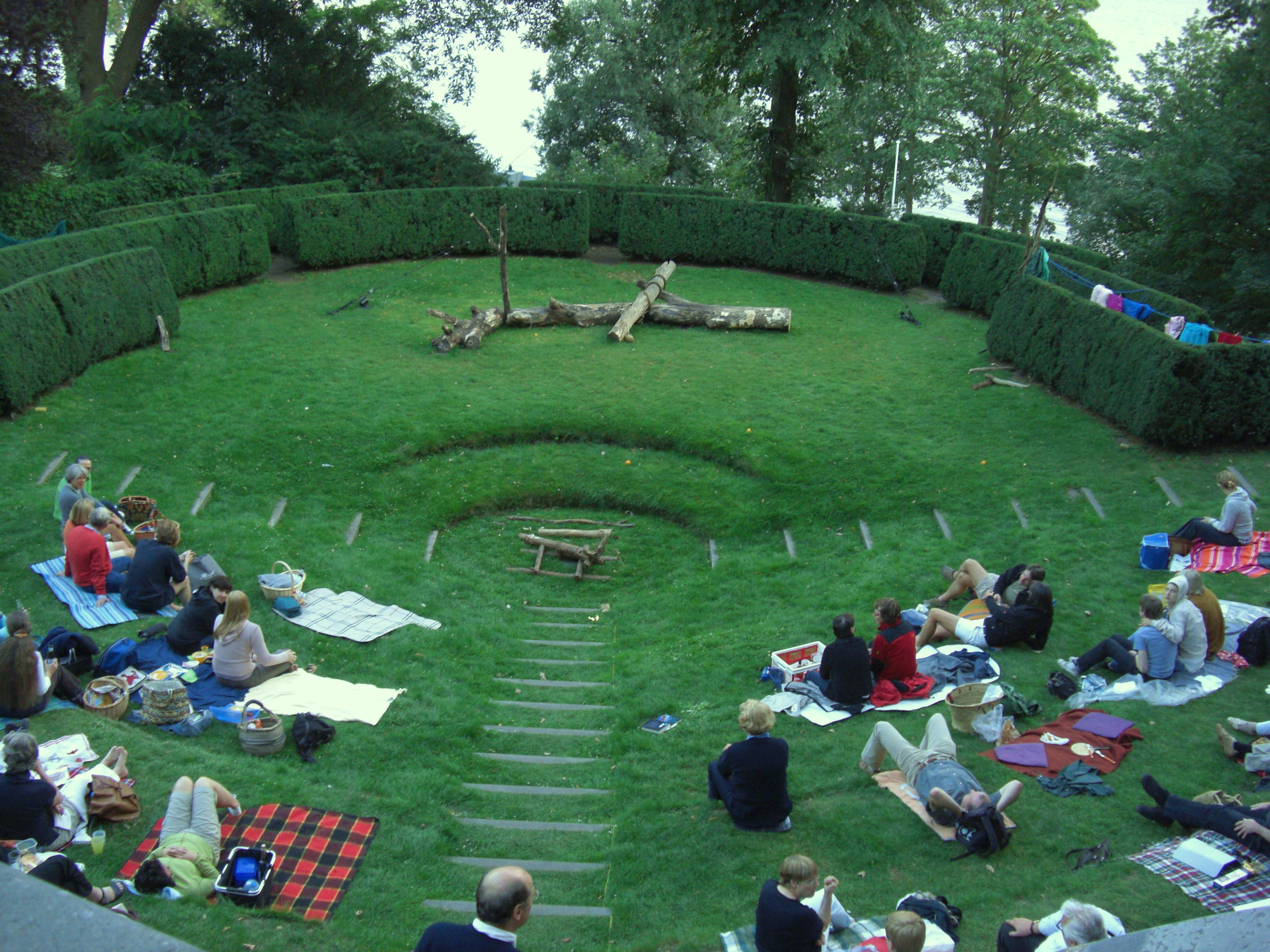
Amphitheater im Römischen Garten (Juli 2008)

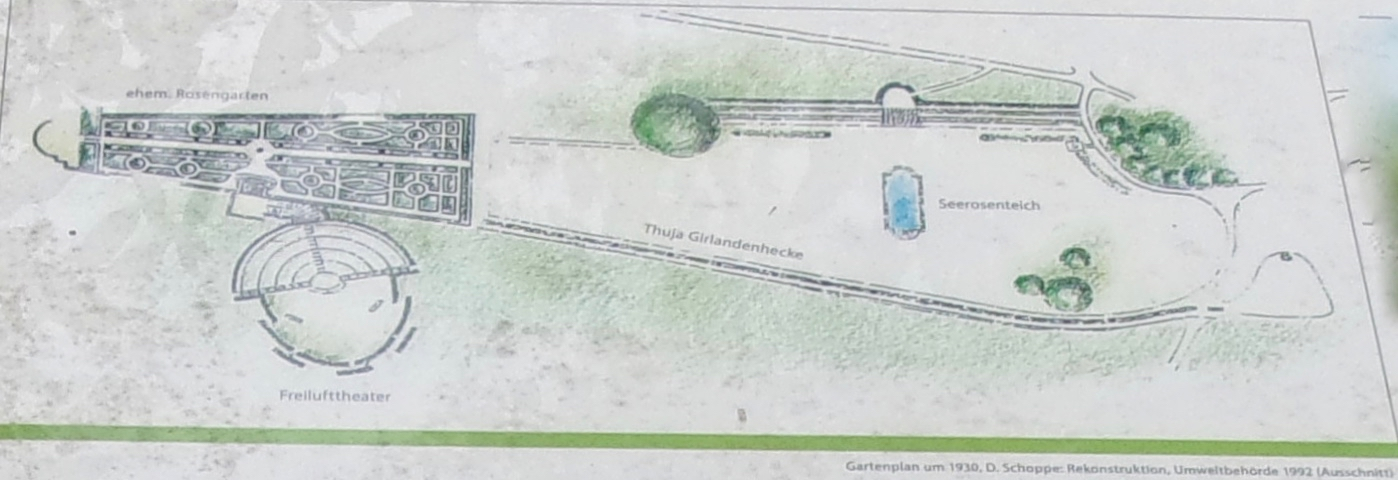
Plan 1930

Der  Römische Garten ist eine öffentliche Parkanlage im Hamburger Stadtteil Blankenese (Bezirk Altona) am Südhang des Polterberges.
Der 6700 m² große nach Süden zur Elbe ausgerichtete Park liegt im Westen Blankeneses 30 Meter über der Elbe. Er ist nicht wie die meisten Gärten und Parks am Elbufer als englischer Landschaftsgarten angelegt, sondern im Jugendstil und ist ein Gartendenkmal nach dem Hamburgischen Denkmalschutzgesetz. Der Name Römischer Garten geht auf die Verwendung von südländischen Gestaltungsformen und Pflanzen zurück.

## Geschichte
Der Berg, an dem sich heute der Römische Garten befindet, wurde 1794 von dem Hamburger Auktionator Hinrich Jürgen Köster (1748–1805) erworben und später nach ihm benannt. Dieser baute sich auf dem Hügel zwei Jahre später ein hölzernes Sommerhaus. Er gehörte zu jenen wohlhabenden Bürgern Hamburgs, die außerhalb der Stadt Land kauften, um dort den Sommer zu verbringen. Die zweigeschossige Giebelwand des Hauses wendete sich der Elbe zu.
Bereits 1805 wechselte das Anwesen seinen Besitzer. Die Erben Kösters verkauften es an den Industriellen Jan Koopmann. Nach seinem Tod wurde das Sommerhaus von Marie Völkers übernommen und zu einer bekannten Gastwirtschaft umfunktioniert. Weitere Inhaber des Geländes waren Wolfgang Fr. Hansen (ab 1846) und Julius Schröder (ab 1852). 1856 unternahm der Altonaer Kaufmann Johann Carl Semper erstmals Anstalten, oben auf dem Hügel mit seinem Eichen- und Buchenmischwald eine Parklandschaft zu gestalten. Er bepflanzte Teile mit exotischen Bäumen und Ziersträuchern und ließ Findlinge zu Gruppen zusammenstellen.
Am unteren steil abfallenden Hang, an dem heute der Römische Garten liegt, wurde erstmals zwischen 1880 und 1890 eine Parklandschaft geschaffen, die das heutige Erscheinungsbild prägt. Die grundlegende Struktur in Terrassenform wurde von Emilio Richter im Auftrag seines Bruders Julius Richter geschaffen. Richter legte die geschnittenen Hecken aus Lebensbäumen an und pflanzte Scheinzypressen sowie Zedern an.
Der Bankier Moritz M. Warburg erwarb das Grundstück 1897, sein Sohn Max und dessen Gattin Alice ließen die Gartenanlage erst durch Rudolph Jürgens, dann durch Else Hoffa von 1913 bis 1924 neu gestalten. Die abendlichen Feste mit Fackelbeleuchtung, Theater und Tanz waren in Hamburg legendär. Während der Zeit des Dritten Reiches musste die Familie Warburg emigrieren und der Garten war dem langsamen Verfall ausgesetzt; wertvolle Plastiken verschwanden, zeitweise wurden dort sogar Flakgeschütze aufgestellt. Nach Kriegsende erhielt die Familie ihren Besitz zurück, den sie 1951 der Stadt Hamburg unter der Bedingung übergab, den Garten zu erhalten und zu pflegen. In den 1980er-Jahren wurde der Garten restauriert.

## Gestaltung

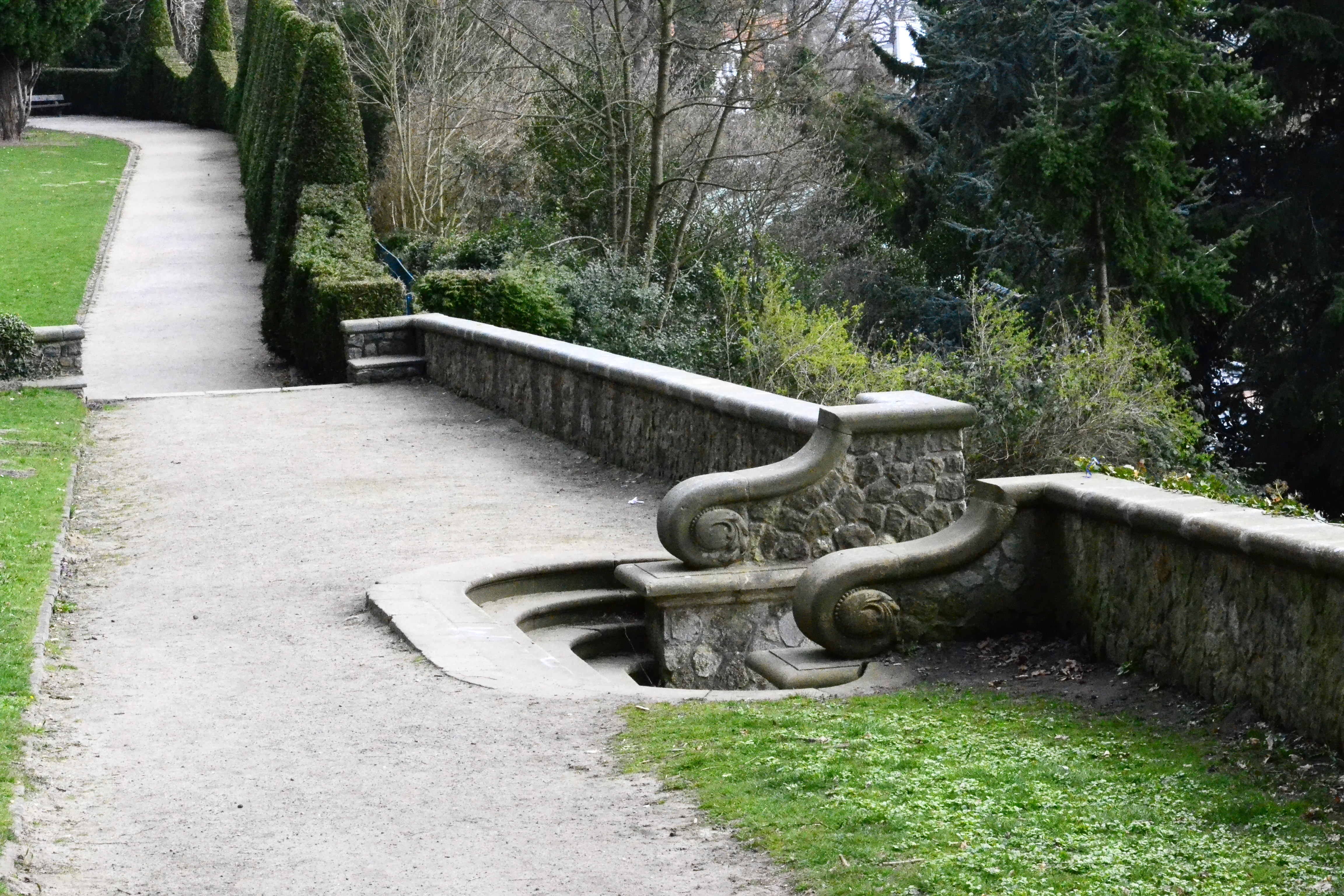
Jugendstil-Elemente

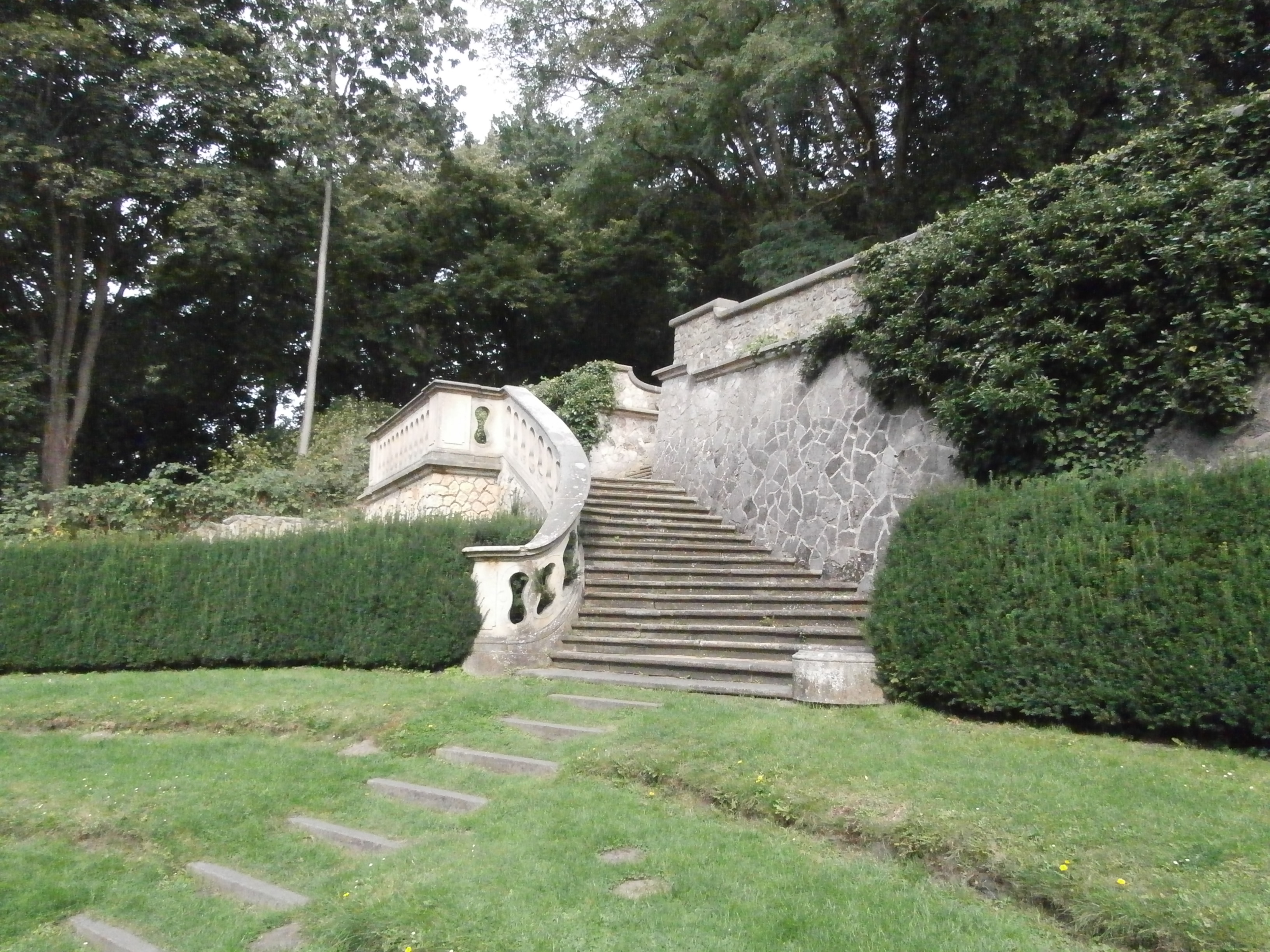
Würzburger Treppe

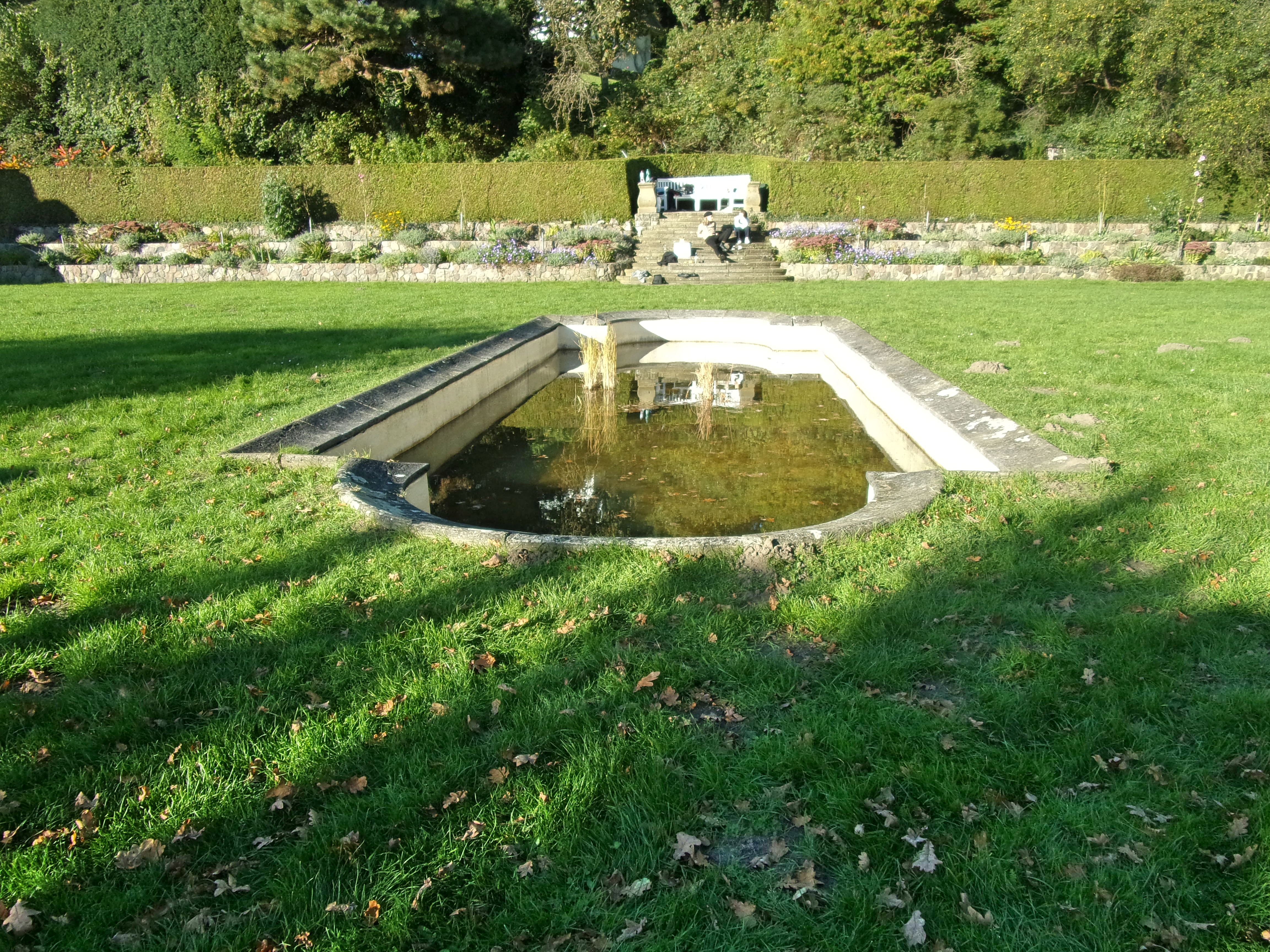
Seerosenteich

Mithilfe von 17 Gärtnern und Fjordponys terrassierte Elsa Hoffa den Hang zu einer großen Terrasse und stützte ihn mit einer Mauer. Das Zentrum ist die mittlere Ebene mit der  parallel zur Elbe in der Gartenmitte angelegten „Römische Terrasse“, einer großen Rasenfläche mit einem kleinen Seerosenbecken, dem „Spiegel des Himmels“ in der Mittelachse. Den Ausblick auf die Elbe betont eine Girlandenhecke aus Thuja.
1924 wurde ein „Heckentheater“ mit Platz für 200 Zuschauer angelegt, welches durch eine geschwungene Treppe (so genannte „Würzburger Treppe“) mit dem oberhalb liegenden Rosengarten verbunden ist. Ab 2005 wurde die Freilichtbühne einige Sommer vom Theater N.N. bespielt.
Der Rosengarten erinnert an Renaissancegärten. 128 Steinstufen verbinden den Garten mit dem Falkensteiner Ufer.

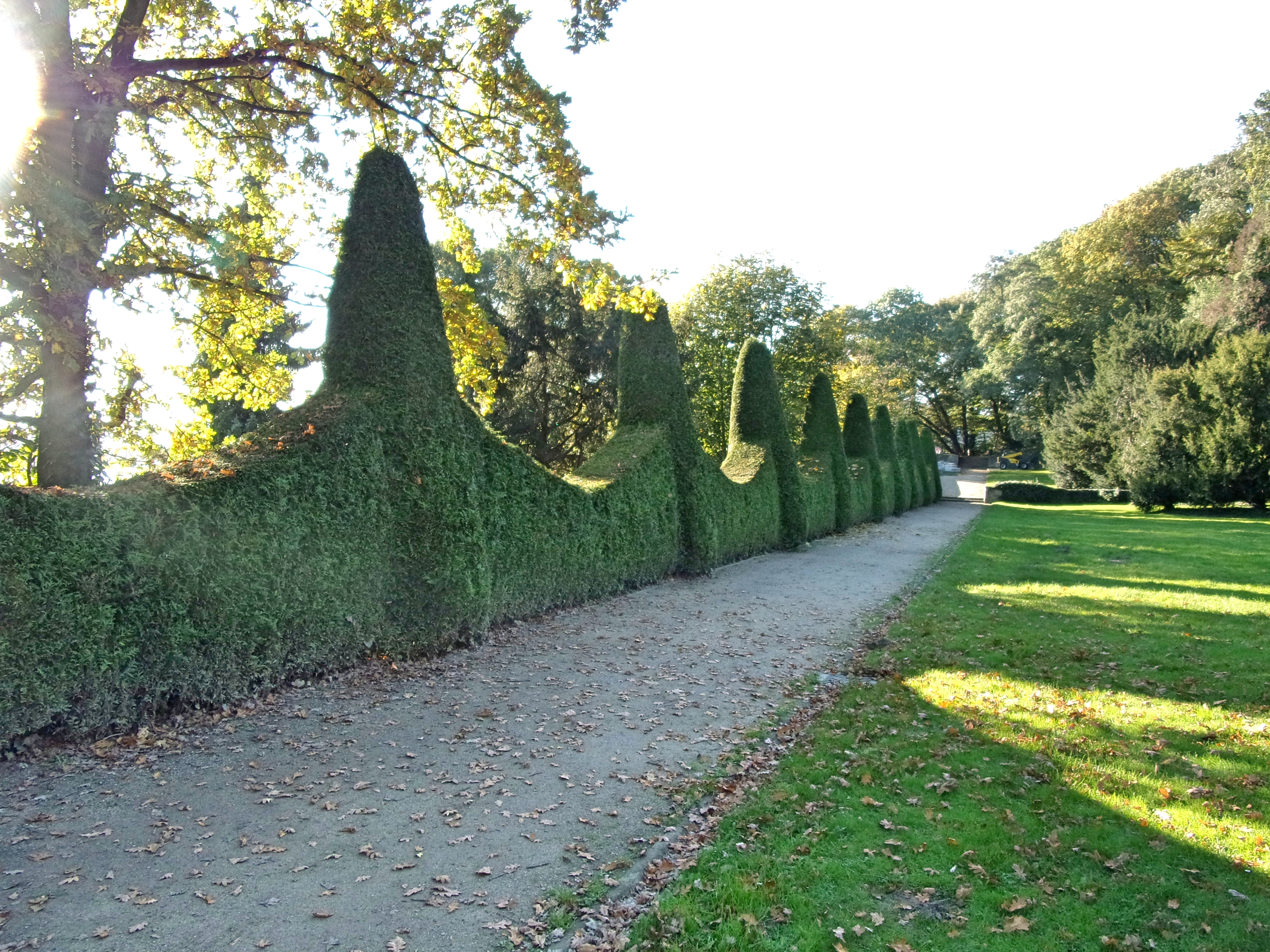
Girlandenhecke